# یوهان هاینریش پستالوزی
یوهان هاینریش پستالوزی (به آلمانی: Johann Heinrich Pestalozzi) ‏(۱۷۴۶–۱۸۲۷) یک مربی علوم پرورشی و دانشمند سوئیسی و یکی از طرفداران و پیشگامان نظام‌های آموزشی بود. همچنین او به دلیل کارهای خیر خواهانه‌اش هم مشهور است.
پستالوزی با خواندن کتاب‌های روسو شیفته افکارش شد و در راه تعلیم و تربیت گام گذاشت و مربی شد.

## زندگی‌نامه
او در سال ۱۷۴۷ در زوریخ به دنیا آمد و چون پدرش را در همان سال‌های کودکی از دست داد. به دست مادرش پرورش یافت.
پستالُدزی در دوران جوانی به این فکر افتاد که روستائیان پیرامون خود را از حال فلاکت و بدبختی بیرون آورد. نخست به آموختن علوم دینی روی آورد تا از راه روحانیت و سرپرستی امور دینی به مقصود خویش رسد ولی چون کامیاب نگشت به دانشگاه رفت تا در رشته حقوق تحصیل کند. به امید اینکه از حقوق مردم دفاع کند. در این زمان افکار ژان ژاک روسو در همه جا گسترش یافته بود اما خواندن کتاب‌هایش ممنوع بود؛ ولی به واسطه خواندن کتاب‌های قراردادهای اجتماعی و امیل اثر ژان-ژاک روسو متوجه معایب و نواقص حکومت وقت شد و به دلیل انتقاد از دولت مجبور شد از سیاست کناره‌گیری نماید. برای پیش بردن افکار خویش خواست که از راه اصلاح طرق کشاورزی مردم را راهنمایی کند، به همین جهت در سال ۱۷۶۹ در نزدیکی زوریخ قطعه زمین بایری را برگزید و آن را دژنو نامید. لیکن به واسطه آشنا نبودن به اقتصاد پس از پنج سال مجبور شد آن را رها کند. در این گیر و دار با پسری کوچک آشنا شد و تصمیم گرفت این پسر را مشابه شخصیت "امیل" در کتابی به همین نام اثر "روسو" تربیت کند و همین کار برای او افکار تازه به وجود آورد. او عقاید و افکار خود را در سال ۱۷۸۱ در کتابی به نام لئونارد و گرترود ("Leonard and Gertrude") منتشر ساخت. شورش فرانسه موجب شد که در سال ۱۷۹۸ نواحی مستقل سوئیس تبدیل به یک جمهوری گردد و به تصرف فرانسه درآید. پستالوژی از زمام‌داران امور خواست محلی برای به کار بستن نظریاتش در اختیار او گذارند. آنان نیز "دهکده استانز" را که در جنوب دریاچه لوسرن است برای اینکار معین کردند و پستالوزی در آنجا یتیم خانه ای برپا کرد و به تربیت کودکان مستمند مشغول گردید. او در مدت تربیت کودکان و تدریس دها شیوه جدید آموزشی را ابداع و اختراع کرد. پستالزی پس از حدود ۳۰ سال تدریس در ۱۷ فوریه ۱۸۲۷ بدرود زندگی گفت. در سال ۱۸۴۶ مردم سوئیس آرامگاه مجللی برای وی در نزدیکی شهر زوریخ برپا کردند.

## کارهای مهم
وی که مردی بسیار نوع دوست بود، خانهٔ خود را به پرورشگاه کودکان بی سرپرست تبدیل کرد و بعدها آموزشگاهی برای بزرگسالان تأسیس کرد. از جمله کارهای مهم او در آموزش کودکان، این بود که در آموزشگاهش علوم و ریاضی و زبان و ریسندگی را باهم درس می‌داد و در همان حال بر آموزش دین و اخلاق تأکید می‌کرد. عده‌ای از صاحب نظران او را بنیان‌گذار آموزش و پرورش جدید در اروپا می‌دانند.